# Нищівне скасування
У чисельних методах, нищівне скасування — це явище коли віднімання двох хороших наближень двох близьких чисел може породити дуже погане наближення різниці двох початкових чисел.
Наприклад, якщо маємо дві дошки, одна {\displaystyle L_{1}=254.5\,{\text{см}}} завдовшки, а інша {\displaystyle L_{2}=253.5\,{\text{см}}} завдовжки, і ми виміряємо їх лінійкою, точність якої лише сантиметр, тоді наближення будуть {\displaystyle {\tilde {L}}_{1}=255\,{\text{см}}} і {\displaystyle {\tilde {L}}_{2}=253\,{\text{см}}}. Ці наближення можуть бути хорошими у сенсі відносної похибки, до справжніх довжин: наближення відхились менш ніж на 2 % від справжніх довжин, {\displaystyle |L_{1}-{\tilde {L}}_{1}|/|L_{1}|<2\%}.
Однак, якщо наближені довжини відняти, то різниця буде {\displaystyle {\tilde {L}}_{1}-{\tilde {L}}_{2}=255\,{\text{см}}-253\,{\text{см}}=2\,{\text{см}}}, хоча справжня різниця між довжинами становить {\displaystyle L_{1}-L_{2}=254.5\,{\text{см}}-253.5\,{\text{см}}=1\,{\text{см}}}. Різниця між наближенням, {\displaystyle 2\,{\text{см}}}, має похибку в 100% від розміру різниці справжніх значень, {\displaystyle 1\,{\text{см}}}.
Нищівне скасування може статись навіть якщо різниця обчислена точно, як у прикладі вище — це не властивість якогось певного різновиду арифметики як-от з рухомою комою; радше це притаманне відніманню, коли входи це наближення. Насправді, в арифметиці з рухомою комою, коли входи достатньо близькі, вислід обчислення різниці точний, згідно з лемою Стербенца немає похибки заокруглення через дію віднімання з рухомою точкою.

## Формальний розгляд
Формально, нищівне знищення відбувається, бо віднімання погано обумовлене на близьких входах: навіть, якщо наближення {\displaystyle {\tilde {x}}=x(1+\delta _{x})} і {\displaystyle {\tilde {y}}=y(1+\delta _{y})} мають малі відносні похибки {\displaystyle |\delta _{x}|=|x-{\tilde {x}}|/|x|} і {\displaystyle |\delta _{y}|=|y-{\tilde {y}}|/|y|} щодо справжніх значень {\displaystyle x} і {\displaystyle y}, відповідно, відносна похибка наближеної різниці {\displaystyle {\tilde {x}}-{\tilde {y}}} від справжньої різниці {\displaystyle x-y} зворотно пропорційна справжній різниці:
{\displaystyle {\begin{aligned}{\tilde {x}}-{\tilde {y}}&=x(1+\delta _{x})-y(1+\delta _{y})=x-y+x\delta _{x}-y\delta _{y}\\&=x-y+(x-y){\frac {x\delta _{x}-y\delta _{y}}{x-y}}\\&=(x-y){\biggr (}1+{\frac {x\delta _{x}-y\delta _{y}}{x-y}}{\biggr )}.\end{aligned}}}
Отже, відносна похибка точної різниці наближень {\displaystyle {\tilde {x}}-{\tilde {y}}} щодо різниці справжніх чисел {\displaystyle x-y} це
{\displaystyle \left|{\frac {x\delta _{x}-y\delta _{y}}{x-y}}\right|.}
І вона може бути наскільки завгодно великою якщо справжні числа {\displaystyle x} і {\displaystyle y} близькі.

## У числових алгоритмах

### Приклад: Різниця квадратів
Маючи числа {\displaystyle x} і {\displaystyle y}, наївна спроба обчислити математичну функцію
{\displaystyle x^{2}-y^{2}}
з використанням арифметики з рухомою точкою
{\displaystyle \operatorname {fl} (\operatorname {fl} (x^{2})-\operatorname {fl} (y^{2}))}
призведе до нищівного скасування, якщо {\displaystyle x} і {\displaystyle y} близькі величини, бо віднімання може виявити похибки заокруглення під час піднесення до квадрату.
Альтернативне представлення
{\displaystyle (x+y)(x-y)},
обчислене в арифметиці з рухомою точкою таким чином
{\displaystyle \operatorname {fl} (\operatorname {fl} (x+y)\cdot \operatorname {fl} (x-y))},
уникає нищівного скасування, бо уникає похибки заокруглення.
Наприклад, якщо
{\displaystyle x=1+2^{-29}\approx 1.0000000018626451}
і
{\displaystyle y=1+2^{-30}\approx 1.0000000009313226},
тоді справжнє значення різниці
{\displaystyle x^{2}-y^{2}}
це
{\displaystyle 2^{-29}\cdot (1+2^{-30}+2^{-31})\approx 1.8626451518330422\times 10^{-9}}.
В арифметиці IEEE 754 binary64, обчислення
{\displaystyle (x+y)(x-y)}
дає правильний результат (без округлення), тоді як обчислення наївного виразу
{\displaystyle x^{2}-y^{2}}
повертає таке число з рухомою точкою
{\displaystyle 2^{-29}=1.8626451{\underline {4923095703125}}\times 10^{-9}},
де правильні менш ніж половина цифр, а інші (підкреслені) цифри відображають загублені доданки {\displaystyle 2^{-59}+2^{-60}}, втрачені через заокруглення під час обчислення проміжних квадратних значень.